# Paulina Miadziołka
Paulina Wincentauna Miadziołka (biał. Паўліна Вінцэнтаўна Мядзёлка; ur. 12 września 1893 w Budsławiu, zm. 13 lutego 1974 tamże) – białoruska artystka, pedagog, działaczka narodowa. Wniosła znaczący wkład w rozwój białoruskiej sztuki teatralnej, a jej twórczość miała istotny wpływ na odrodzenie się kultury białoruskiej.

## Życiorys
Od 1907 uczyła się w Rydze, na wieczorowych kursach dla dorosłych, a od 1909 pozostawała w Wilnie, gdzie pobierała naukę w prywatnym gimnazjum dla kobiet. W 1912 zdała maturę i przeniosła się do Petersburga, gdzie w 1914 ukończyła kursy ogólnokształcące i handlowe. Zagrała w Petersburgu (jedna z pierwszych aktorek) rolę Paulinki w komedii Janki Kupały Paulinka (1913). Była przyjaciółką tego artysty, który zadedykował jej jeden ze swoich wierszy.
Podczas I wojny światowej ewakuowana była do Carycyna. Od jesieni 1916 była w Petersburgu sekretarzem Białoruskiego Komitetu Pomocy Ofiarom Wojny, a w 1917 przebywała w Kijowie. W 1918 pracowała jako nauczycielka w Mińsku, odwiedzała również Grodno i Wilno. Od 1918 publikowała poezję. Na wiosnę 1919 została kierownikiem Białoruskiej Młodzieży „Hramada” w Grodnie. 20 lipca 1919 aresztowali ją Polacy za działalność w gazecie „Rodnyj Kraj” („Родны край”). Ponownie została aresztowana przez władze polskie w maju 1920, przed ofensywą Armii Czerwonej, podczas wojny polsko-bolszewickiej (osadzono ją z mężem w więzieniu we Wronkach). Po zwolnieniu miała zakaz podróżowania na kresy wschodnie i zamieszkała w Łodzi. Prawdopodobnie wyjechała do Wilna, a w lutym 1921 publikowała w Kownie materiały na temat tzw. polskiej okupacji Zachodniej Białorusi. Od jesieni 1921 pracowała w ambasadzie sowieckiej w Berlinie (dział wydawnictw). W 1922 pojechała na Łotwę, gdzie była nauczycielką w Dyneburgu. Była jednym z liderów ruchu białoruskiego na Łotwie. W 1924 aresztowana została przez władze łotewskie i w 1925 wydalona na sowiecką Białoruś. Od 1927 do 1930 nauczała języka białoruskiego w Gorkim (Akademia Rolnicza).
18 lipca 1930 była ponownie aresztowana, tym razem przez władze karne Białoruskiej Socjalistycznej Republiki Radzieckiej (deportowano ją do Kazania), a potem wysłano do Moskwy. Z powodu choroby psychicznej została zwolniona z aresztu kilka miesięcy później. Od 1932 była nauczycielką w Moskwie (język rosyjski i literatura). W 1947 przeniosła się do rodzinnego Budsławia i do 1958 pracowała tam jako nauczycielka. W miejscowości tej napisała swoje wspomnienia zatytułowane Scieżkami życia (wydawane w odcinkach od 1958, pełne wydanie w 1974 i 1993). Do śmierci była pod nadzorem sowieckich organów karnych, ale mimo to w 1966 otrzymała tytuł Zasłużonego Pracownika Kultury Białorusi.

## Rodzina
Miała męża, Tamasza Hryba.